# 참호족

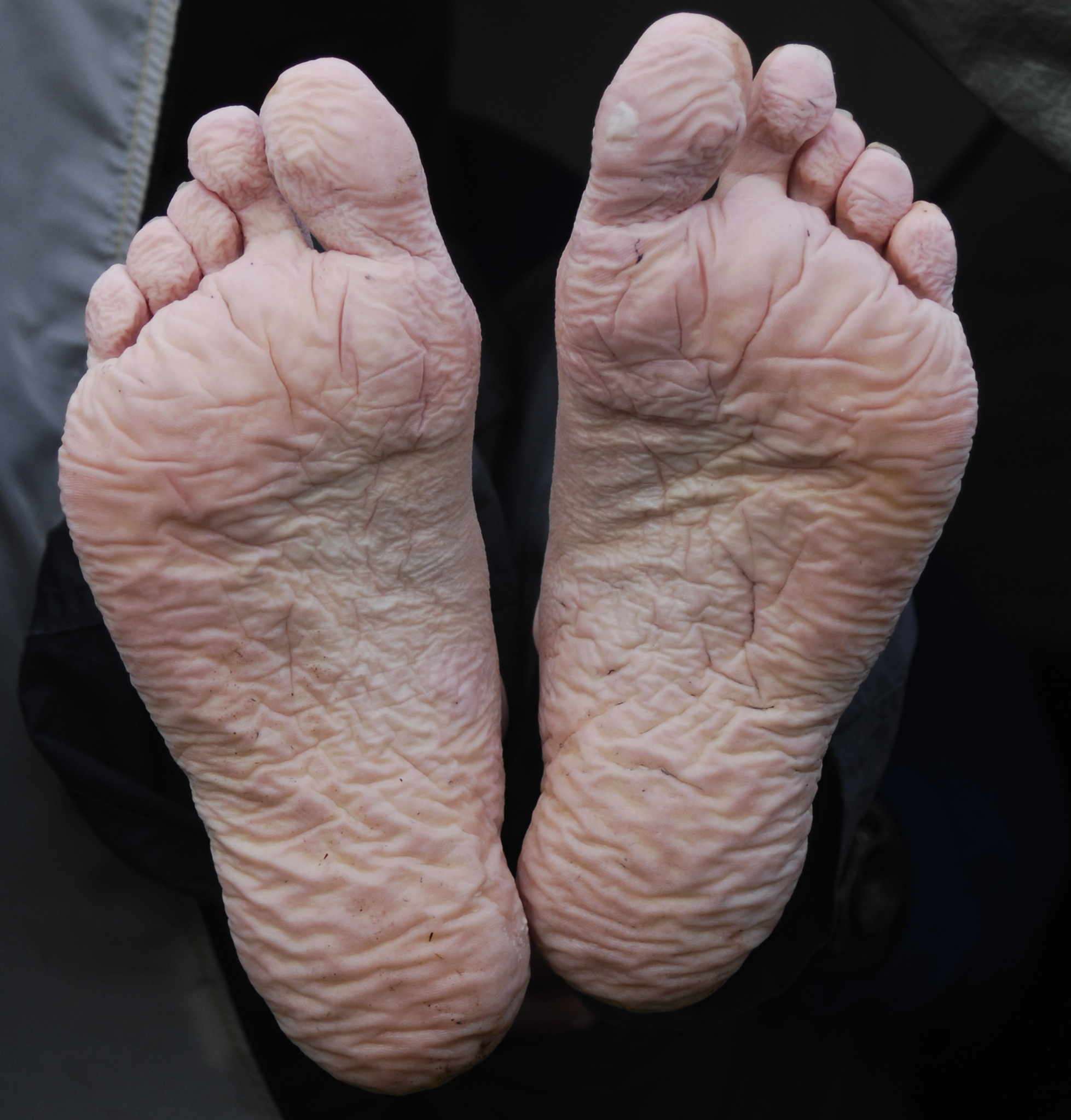
참호족

참호족(塹壕足, 영어: Trench Foot)은 발을 오랜 시간에 걸쳐 축축하고, 비위생적이며 차가운 상태에 노출함으로써 일어나는 질병이다. 참호라는 용어를 사용하게 된 계기는 주로 제1차 세계 대전과 관련되는 참호전이다.

## 증상
감염된 발은 혈액 공급 부족에 따른 결과로, 홍반 (붉게 변하는 것) 및 청색증 (파랗게 변하는 것)으로 인해, 감각을 상실하게 되며, 괴사 (조직이 사망하는 것) 초기 상태에 도달하게 된다면, 썩는 냄새가 날 수도 있다. 상태가 악화됨에 따라, 발이 부풀어 오를 수도 있다. 진행된 참호족은 진균에 의한 감염을 일으키는 물집과 창상을 종종 동반하며, 이 증상은 때로는 열대궤양이라고도 한다. 치료되지 않은 채로 내버려둔다면, 참호족은 보통 괴저로 이어지고, 절단이 필요할 수도 있다. 참호족이 적절히 치료가 된다면, 완치가 되는 것이 일반적이며, 감각이 돌아올 때, 단기간의 극심한 통증이 일어난다.

## 원인
동상과 달리, 참호족은 저온이 필요하지 않고, 16 °C (61 °F) 이상 및 최소 13시간 내 있을 경우에 발생이 가능하다. 이런 환경에서 노출은 모세혈관 악화 및 파괴를 발생키고, 피푸 주변의 질병을 일으킨다. 과도한 땀 (다한증)이 발병 원인으로 여겨지며, 비위생적이고, 추우며, 축축한 환경 역시도 참호족을 야기한다.

## 예방
참호족은 발을 청결하고, 따뜻하며, 건조하게 유지해주면 예방이 가능하다. 핵심 예방 조치가 정기적인 발 상태 점검이라는 것이 제1차 세계대전 때 발견되기도 하였으며, 병사들은 짝을 이루어 각 상대방이 짝을 이룬 사람의 발을 책임지도록 하였으며, 참호족 예방을 위해 보통 고래 기름을 발랐다. 발 상태 점검을 각자의 일로 둔다면, 병사들은 매일 발을 말리기 위해 군화와 양말을 벗는 것을 꺼릴 테지만, 이것을 서로에게 책임을 분담함으로써, 덜 꺼리게 되었다.

## 치료
주된 치료는 괴저 치료와 마찬가지로, 외과적 데브리망이며, 종종 절단도 포함한다. 자가 치료법은 하루에 양말을 세 번 갈아신기와 탤컴 파우더 사용이다. 가능한 한 언제나, 군화와 양말은 벗고, 발은 5분 간 세척 및 말리고 탤컴 파우더를 바르며, 발이 바람에 통하도록 해야한다.

## 역사
참호족의 최초의 기록은 1812년 나폴레옹의 군대에서 비롯한다. 러시아 원정 기간 동안에 이 질병이 만연하였으며, 프랑스의 군의관 도미니크 잔 라리가 최초로 이를 기술하였다.
이는 제1차 세계 대전의 겨울 동안 참호전에서 병사들에게 특히나 문제가 되었으며 이는 제2차 세계 대전, 베트남 전쟁으로 이어졌다.
참호족은 1982년 포클랜드 전쟁 시기에 영국군에도 재발하였다. 그 원인은 춥고 축축한 환경과 방수가 잘 되지 않는 DMS 부츠 때문이었다.

## 참조
1. ↑  
Schwartz, Richard B. (2008). 《Tactical Emergency Medicine》. LWW medical book collection. Lippincott Williams & Wilkins. 319쪽. ISBN 9780781773324. 2016년 12월 11일에 확인함.
2. ↑  Coughlin, Michael J.; Saltzman, Charles L.; Mann, Roger A. (2013), 《Mann's Surgery of the Foot and Ankle》 9판, Elsevier Health Science, 2336쪽, ISBN 9781455748617, 2016년 12월 11일에 확인함
3. ↑  “CHRONIC TRENCH FOOT: A STUDY OF 100 CASES”. 《Annals.org》. 1951년 5월 1일. 2011년 10월 20일에 확인함.
4. ↑  David, Saul (presenter) (February 2012). 《Bullets, Boots and Bandages (episode 1/3)》. BBC Four.
5. ↑  Régnier C (2004). “Etiological argument about the Trench Foot”. 《Hist Sci Med》 (프랑스어) 38 (3): 315–32. PMID 15617178.
6. ↑  Atenstaedt RL (2006). “Trench foot: the medical response in the first World War 1914-18”. 《Wilderness Environ Med》 17 (4): 282–9. doi:10.1580/06-WEME-LH-027R.1. PMID 17219792.
7. ↑  Chris Ryan (2010년 4월 28일). “Chris Ryan: I’m not sure I could deal with Afghanistan”. London: The Daily Telegraph. 2010년 4월 28일에 확인함.

## 같이 보기
- 동창
- 참호열